# Krivulja zapolnjevanja prostora
Krivúlja zapolnjevánja prostóra (angleško space-filling curve, SFC) ali neskônčnogósta krivúlja je v matematični analizi krivulja, katere območje doseže vsako točko v višjerazsežnem območju, običajno enotski kvadrat (ali v splošnem {\displaystyle n\!\,}-razsežno enotsko hiperkocko). Ker je prvo takšno krivulju odkril Giuseppe Peano, se krivulje zapolnjevanja prostora v dvorazsežni ravnini včasih imenujejo Peanove krivulje, ta izraz pa se nanaša tudi na Peanovo krivuljo, specifični primer krivulje zapolnjevanja prostora, ki ga je odkril Peano.
Tesno povezane krivulje FASS (približno prostorsko zapolnjevalne, samoizogibne, enostavne in samopodobne krivulje (space-filling, self-avoiding, simple and self-similar)) se lahko predstavlja kot končne aproksimacije določene vrste krivulj zapolnjevanja prostora.:12

## Definicija
Intuitivno se lahko krivuljo v dveh ali treh (ali več) razsežnostih predstavlja kot pot zvezno premikajoče se točke. Da bi odpravil inherentno nejasnost tega pojma, je Camille Jordan leta 1887 uvedel naslednjo strogo definicijo, ki je bila od tedaj sprejeta kot natančen opis pojma krivulje:
V najsplošnejši obliki lahko območje veljavnosti takšne funkcije leži v poljubnem topološkem prostoru, v najpogosteje preučevanih primerih pa bo območje ležalo v evklidskem prostoru, kot je dvorazsežna ravnina (ravninska krivulja) ali trirazsežni prostor (prostorska krivulja).
Včasih se krivulja identificira s sliko funkcije (množico vseh možnih vrednosti funkcije) namesto s funkcijo sámo. Krivulje brez končnih točk je mogoče definirati tudi kot zvezno funkcijo na realni osi (ali na odprtem enotskem intervalu (0, 1)).

## Zgodovina
Leta 1890 je Giuseppe Peano (1858–1932) odkril zvezno krivuljo, sedaj imenovano Peanova krivulja, ki poteka skozi vsako točko enotskega kvadrata. Njegov namen je bil konstruirati zvezno preslikavo iz enotskega intervala na enotski kvadrat. Peana je motiviral predhodni protiintuitivni rezultat Georga Cantorja (1845–1918), da je neskončno število točk v enotskem intervalu enake kardinalnosti kot neskončno število točk v poljubni končnorazsežni mnogoterosti, kot je enotski kvadrat. Problem, ki ga je Peano rešil, je bil, ali je takšna preslikava lahko zvezna, tj. krivulja, ki zapolnjuje prostor. Peanova rešitev ne vzpostavlja zvezne korespondence ena-na-ena med enotskim intervalom in enotskim kvadratom in taka korespondenca dejansko ne obstaja (glej § Značilnosti spodaj).
Pogosto so nejasna pojma tankosti in enorazsežnosti povezovali s krivuljami – vse običajno srečane krivulje so bile odvedljive po delih (torej imajo po delih zvezne odvode) in takšne krivulje ne morejo zapolniti celotnega enotskega kvadrata. Zato se je izkazalo, da je Peanova krivulja zapolnjevanja prostora zelo neintuitivna.
Iz Peanovega primera je bilo enostavno izpeljati zvezne krivulje, katerih območja so vsebovala {\displaystyle n\!\,}-razsežno hiperkocko (za poljubno pozitivno celo število {\displaystyle n\!\,}). Peanov primer je bilo enostavno razširiti tudi na zvezne krivulje brez končnih točk, ki so zapolnile celoten {\displaystyle n\!\,}-razsežni evklidski prostor (kjer je {\displaystyle n\!\,} 2, 3 ali poljubno pozitivno celo število).
Večina znanih krivulj zapolnjevanja prostora je konstruiranih iterativno kot limita zaporedja linearnih zveznih krivulj po delih, pri čemer se vsaka od njih bolj približa limiti zapolnjevanja prostora.
Peanov prelomni članek v Mathematische Annalen ni vseboval ilustracij njegove konstrukcije, ki je definirana s trojiškimi razširitvami in operatorjem zrcaljenja. Vendar mu je bila grafična konstrukcija popolnoma jasna – v svojem domu v Torinu je naredil okrasne ploščice, ki so prikazovale sliko krivulje. Peanov članek se konča tudi z ugotovitvijo, da je tehniko očitno mogoče razširiti tudi na druge lihe baze poleg baze 3. Njegovo odločitev, da se izogne kakršni koli privlačnosti grafične vizualizacije, je bila motivirana z željo po popolnoma strogem dokazu, ki ni imel ničesar zaradi slik. V tistem času (začetek temeljev splošne topologije) so bili grafični argumenti še vedno vključeni v dokaze, vendar so postajali ovira za razumevanje pogosto protislovnih rezultatov.
Leto kasneje je David Hilbert (1862–1943) v isti reviji objavil različico Peanove konstrukcije. Njegov članek je bil prvi, ki je vključeval sliko, ki je pomagala vizualizirati tehniko konstrukcije, v bistvu enako kot je prikazana tukaj. Analitična oblika Hilbertove krivulje pa je bolj zapletena kot Peanova.

## Oris konstrukcije krivulje zapolnjevanja prostora
Naj {\displaystyle {\mathcal {C}}\!\,} označuje Cantorjev prostor {\displaystyle \mathbf {2} ^{\mathbb {N} }\!\,}.
Začne se z zvezno funkcijo {\displaystyle h\!\,} iz Cantorjevega prostora {\displaystyle {\mathcal {C}}\!\,} celoten enotski interval {\displaystyle [0,\,1]\!\,}. (Omejitev Cantorjeve funkcije na Cantorjevo množico je zgled takšne funkcije.) Iz nje se dobi zvezno funkcijo {\displaystyle H\!\,} iz topološkega produkta {\displaystyle {\mathcal {C}}\;\times \;{\mathcal {C}}\!\,} na celoten enotski kvadrat {\displaystyle [0,\,1]\;\times \;[0,\,1]\!\,} tako, da se postavi:
{\displaystyle H(x,y)=(h(x),h(y))\!\,.}
Ker je Cantorjeva množica {\displaystyle {\mathcal {C}}\!\,} homeomorfna svojemu kartezičnemu produktu s samo seboj {\displaystyle {\mathcal {C}}\times {\mathcal {C}}\!\,}, obstaja zvezna bijekcija {\displaystyle g\!\,} iz Cantorjeve množice na {\displaystyle {\mathcal {C}}\times \;{\mathcal {C}}\!\,}. Kompozitum {\displaystyle f\!\,} množice {\displaystyle H\!\,} in {\displaystyle g} je zvezna funkcija, ki preslika Cantorjevo množico na celoten enotski kvadrat. (Druga možnost je, da se uporabi izrek, da je vsak kompaktni metrični prostor zvezna slika Cantorjeve množice, da se dobi funkcijo {\displaystyle f\!\,}.)
Končno se lahko funkcijo {\displaystyle f\!\,} razširi na zvezno funkcijo {\displaystyle F\!\,}, katere domena je celoten enotski interval {\displaystyle [0,\,1]\!\,}. To se lahko naradi bodisi z uporabo Tietzejevega razširitvenega izreka na vsaki od komponent funkcije {\displaystyle f\!\,} bodisi s preprosto »linearno« razširitvijo funkcije {\displaystyle f\!\,} (torej na vsakem od izbrisanih odprtih intervalov {\displaystyle (a,\,b)\!\,} pri konstrukciji Cantorjeve množice se  definira del razširitve funkcije {\displaystyle F\!\,} na {\displaystyle (a,\,b)\!\,} kot daljico znotraj enotskega kvadrata, ki povezuje vrednosti {\displaystyle f(a)\!\,} in {\displaystyle f(b)\!\,}).

## Značilnosti
Če krivulja ni injektivna, potem se lahko najde dve sekajoči se podkrivulji krivulje, vsako se dobi z upoštevanjem podob dveh disjunktnih odsekov iz domene krivulje (enotski odsek). Podkrivulji se sekata, če presek obeh podob ni prazen. Morda bi se želelo razmišljati, da je pomen sekanja krivulj v tem, da se nujno sekata, kot presečišče dveh nevzporednih premic, od ene strani do druge. Vendar pa se lahko dve krivulji (ali dve podkrivulji ene krivulje) stikata druga z drugo, ne da bi se sekali, kot se na primer premica, ki se dotika krožnice.
Nesamosekujoča se zvezna krivulja ne more zapolniti enotskega kvadrata, ker bi to krivuljo naredilo homeomorfizem iz enotskega intervala na enotski kvadrat (vsaka zvezna bijekcija iz kompaktnega prostora na Hausdorffov prostor je homeomorfizem). Toda enotski kvadrat nima presečne točke in zato ne more biti homeomorfen enotskemu intervalu, v katerem so vse točke razen končnih točk presečne točke. Obstajajo nesamosekujoče se krivulje z neničelno površino, Osgoodove krivulje, vendar po Nettovem izreku ne zapolnjujejo prostora.
Pri klasičnih Peanovi in Hilbertovi krivulji zapolnjevanja prostora, kjer se dve podkrivulji sekata (v tehničnem smislu), obstaja samostik brez samoprekrižanja. Krivulja zapolnjevanja prostora se lahko (povsod) samoprekriža, če se njene aproksimacijske krivulje samoprekrižajo. Aproksimacije krivulje zapolnjevanja prostora se lahko samoizognejo, kot prikazujejo zgornje slike. V treh razsežnostih lahko samoizogibne se aproksimacijske krivulje vsebujejo celo vozle. Aproksimacijske krivulje ostanejo znotraj omejenega dela {\displaystyle n\!\,}-razsežnega prostora, vendar se njihove dolžine neomejeno povečujejo.
Krivulje zapolnjevanja prostora so posebni primeri fraktalnih krivulj. Nobena odvedljiva krivulja zapolnjevanja prostora ne more obstajati. Grobo rečeno, odvedljivost omejuje hitrost obračanja krivulje. Michał Morayne je dokazal, da je domneva kontinuuma enakovredna obstoju Peanove krivulje, tako da je v vsaki točki realne osi vsaj ena od njenih komponent odvedljiva.

## Hahn-Mazurkiewiczev izrek
Hahn-Mazurkiewiczev izrek je naslednja karakterizacija prostorov, ki so zvezna slika krivulj:
Prostori, ki so zvezna slika enotskega intervala, se včasih imenujejo Peanovi prostori.
V mnogih formulacijah Hahn-Mazurkiewiczevega izreka se drugoštevno nadomesti z metrizabilnim. Ti dve formulaciji sta enakovredni. V eni smeri je kompaktni Hausdorffov prostor normalen in po Urisonovem izreku o metrizaciji drugoštevno implicira metrizabilnost. Nasprotno je kompaktni metrični prostor drugošteven.

## Kleinove grupe
V teoriji dvojno degeneriranih Kleinovih grup obstaja veliko naravnih primerov krivulj zapolnjevanja prostora oziroma sfere. James Weldon Cannon in William Thurston sta leta 2007 na primer pokazala, da je krožnica v neskončnosti univerzalnega pokrova vlakna preslikavnega torusa preslikave psevdo-Anosova krivulja zapolnjevanja sfere. (Tukaj je sfera sfera v neskončnosti hiperboličnega 3-prostora.)

## Integriranje
Norbert Wiener je v delu Fourierov integral in nekatere njegove uporabe (The Fourier Integral and Certain of its Applications) poudaril, da bi se lahko krivulje zapolnjevanja prostora uporabile za redukcijo Lebesguovega integriranja v višjih razsežnostih na Lebesguovo integriranje v eni razsežnosti.